# Deepak Mondal
Deepak Kumar Mondal (* 12. Oktober 1979 in Jamshedpur, Jharkhand) ist ein indischer Fußballspieler. Der Verteidiger spielt bei Mohun Bagan in Kolkata und im indischen Nationalteam.

## Karriere
Bereits Mondals Vater spielte in Jamshedpur und für eine Regionalauswahl von Chota Nagpur Fußball, so dass Deepak Mondal früh mit diesem Sport in Berührung kam. Er spielte für die Tata Football Academy aus seiner Heimatstadt, den JCT Mills FC aus Phagwara und von 2001 bis 2005 für den East Bengal Club in Kolkata, mit dem er zweimal, 2003 und 2004, indischer Meister wurde und 2003 den ASEAN Cup. Zu dieser Zeit galt Mondal als einer der besten indischen Verteidiger und gewann 2002 den AIFF Player of the Year Award. 2002 wurde er auch in die indische Nationalmannschaft berufen.
Im Jahr 2005 warf ihn eine Verletzung zurück; erst nach neun Monaten konnte er bei seinem neuen Verein Mahindra United in der Mumbai Elite Division sein Comeback geben und stellte mit Mahesh Gawli die beste Abwehr der Liga. 2006 wurde er mit MU indischer Meister und Pokalsieger, anschließend wechselte er zu Mohun Bagan AC, mit dem er 2008 und 2009 die regionale Meisterschaft in der Calcutta Football League gewann, in der nationalen Meisterschaft jedoch keinen Titel erringen konnte.
2011 wechselte er zu Prayag United. 2014 kehrte er zu East Bengal zurück, blieb diesmal aber nicht lang und wechselte bereits im selben Jahr zu Mumbai City FC. Für die indische Nationalmannschaft bestritt er 62 Spiele.

## Spielstil
Der Abwehrspieler ist als hart arbeitender Spieler bekannt; ihm werden die Aufmerksamkeit und der Instinkt eines Jägers nachgesagt. Obwohl Mondal eine für Verteidiger ungünstige Größe von 1,73 m aufweist, gilt er als sehr dominant in den Kopfballzweikämpfen. International machte Mondal erstmals bei der Südasienmeisterschaft 1999 auf sich aufmerksam, die Indien in jenem Jahr gewann.